# Arend Jan Heerma van Voss
Arend Jan Heerma van Voss (Roosendaal, 10 mei 1942 – Amsterdam, 27 februari 2022) was een Nederlands journalist, acteur en omroepbestuurder.

## Biografie
Arend Jan Heerma van Voss, jurist, was onder andere (hoofd)redacteur van het weekblad Haagse Post en van het Maandblad geestelijke volksgezondheid. Van 1990 tot 1996 was hij voorzitter van de VPRO en daarna, tot zijn afscheid in 2006, hoofdredacteur van de VPRO-radio. Hij was enige keren in films te zien – onder andere in Abel – en was met enige regelmaat op televisie te zien, met name in gastrollen bij Van Kooten en De Bie.
Samen met Wim Noordhoek maakte hij het programma De Radiovereniging, waarin radiomakers over hun vak vertelden en historische radiofragmenten te beluisteren waren. Een van de gasten in dat programma was Karel Prior, die begin jaren zestig de student Heerma van Voss eens als (winnende) kandidaat in een quiz had. Later hield hij voor de VPRO-microfoon diverse marathon-interviews.
Heerma van Voss heeft een aantal publicaties op zijn naam staan, waaronder de essaybundel De haas en de jager (1993) en Dokie: een familiebericht, over zijn zus, die werd overreden toen hij nog jong was. 
Hij was tweemaal getrouwd. Samen met zijn eerste vrouw kreeg hij twee dochters, waaronder schrijfster en jounaliste Sandra Heerma van Voss. Vanaf 1985 was hij getrouwd met de sociologe Christien Brinkgreve. Samen met haar kreeg hij twee zoons, de schrijvers Daan en Thomas. Hij was een achterkleinzoon van de Brabantse suikerfabrikant Sybrand Heerma van Voss.
Heerma van Voss overleed na een ziekbed in februari 2022 op 79-jarige leeftijd. Zijn weduwe Christien Brinkgreve schreef na zijn overlijden het boek Beladen huis over hun ongelukkige huwelijk en zijn ziekbed, dat in 2025 een bestseller werd.